# Hôtel Atlanta
L'Hôtel Atlanta est un hôtel de voyageurs de style « Art déco » édifié par l'architecte Michel Polak sur le territoire de la ville de Bruxelles, en Belgique.

## Localisation
L'Hôtel Atlanta se dresse au numéro 3 du boulevard Adolphe Max, à côté de la Maison des Chats édifiée un demi-siècle plus tôt par Henri Beyaert, et à quelques pas du Passage du Nord et de la place de Brouckère.

## Historique
L'Hôtel Atlanta est le premier hôtel érigé par Michel Polak à Bruxelles, avant l'Hôtel Albert Ier (1927-1928) et l'Hôtel Plaza (1929-1930). Ces trois hôtels, situés sur l'axe Rogier - De Brouckère, sont construits dans la perspective de loger les visiteurs attendus pour les expositions internationales de 1930 à Liège et Anvers.
Polak est assisté pour ce chantier par son collaborateur Alfred Hoch, par les architectes belges Jean Lejaer et V.Rubbers ainsi que par l'architecte parisien J.Taillens.
Les premières esquisses datent de novembre 1924 et les plans sont modifiés pour la dernière fois en mars 1929. Un projet voit le jour en 1927 pour intégrer à l'hôtel un passage public parallèle au Passage du Nord afin de relier le boulevard à la rue Neuve mais ce projet est abandonné au début de l'année 1929.
Les statues en pied qui ornent la base du fronton sont l'œuvre du sculpteur Bernard Callie en 1928.

## Architecture

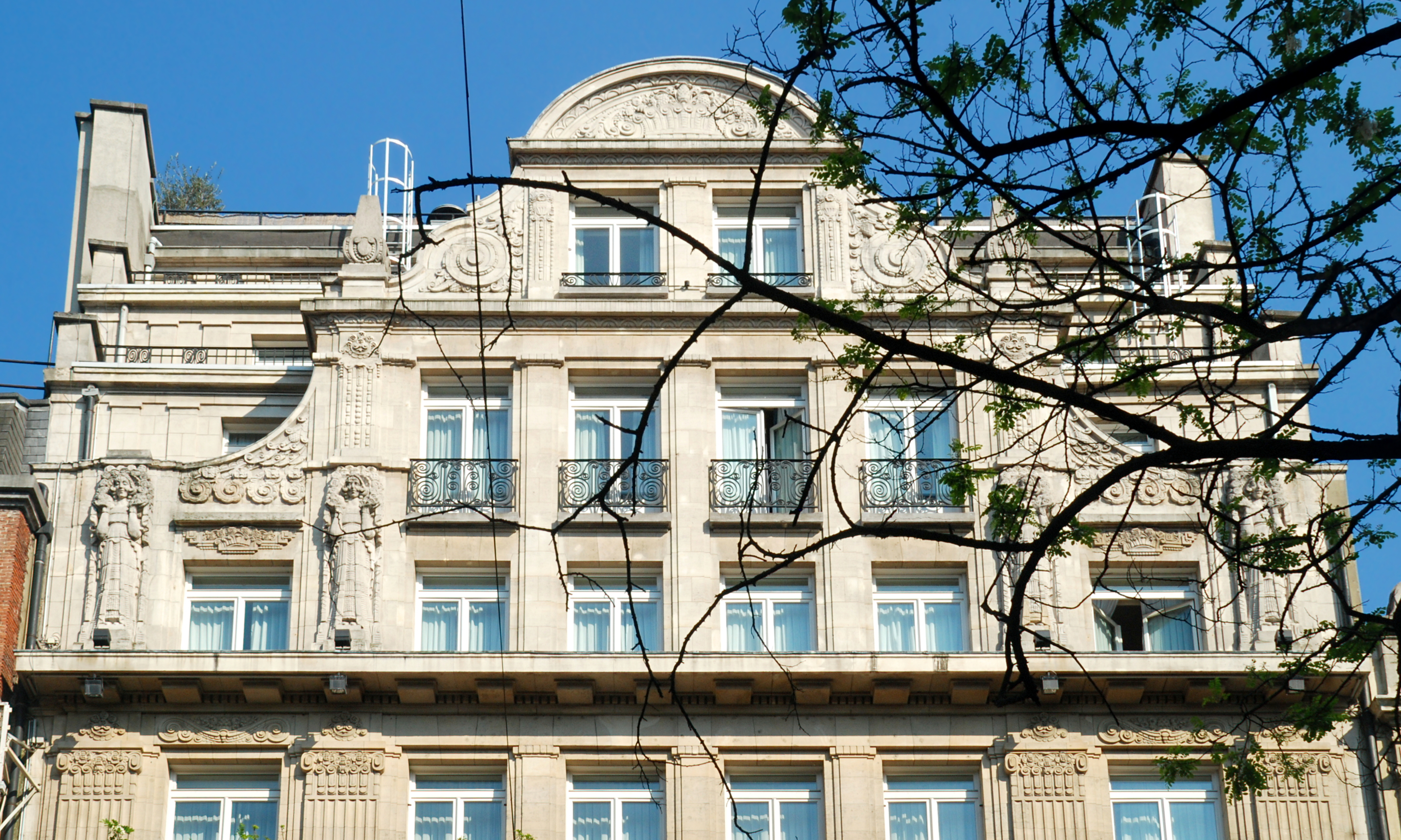
Le pignon de la façade.

## Accessibilité
| ___ | Ce site est desservi par la station de métro : De Brouckère. |